# Plaza e Iglesia La Purísima (Monterrey)
La Plaza La Purísima está ubicada en el centro de la ciudad de Monterrey (Nuevo León, México) y ofrece a los turistas un agradable paseo donde podrán observar la fuente más antigua de la ciudad.

## Historia
Hace años, la plaza era conocida como la “Plaza de los Arrieros”, puesto que era un lugar al que iban los comerciantes en sus carros tirados por animales de carga como mulas, caballos o bueyes. Los cargamentos transportaban algodón, trigo, seda y otros productos, y estos eran intercambiados o vendidos. Los productos regionales como el maíz, rebozos y zarapes eran ofrecidos para su venta en otros lugares de México.
El gobernador Santiago Vidaurri fue quien decidió realizar cambios en la plaza construyendo una calzada que rodeaba el lugar para el paso de los coches y jinetes. Tiempo después acondicionó un camino solo para el paso peatonal, igualmente fueron colocadas bancas y glorietas de cantera en los andadores de la plaza.
Para el año de 1865 se renombró a la “Plaza de la Purísima” con el nombre de “Plaza de la Llave”, en honor al general republicano Ignacio de la Llave por su valor durante la intervención francesa. Sin embargo, hasta la fecha prevalece el nombre de “Plaza de la Purísima”.
La Plaza de la Purísima es un lugar de tradición para la ciudad de Monterrey. Actualmente sigue en pie, no solo conservando en la memoria de los regiomontanos las vivencias de sus épocas de brillo, sino también perdurando su legado como un lugar tradicional en conjunto con el Templo de la Purísima.

## Iglesia La Purísima
La Iglesia de La Purísima Concepción de María fue realizada por el arquitecto Enrique de la Mora, Premio Nacional de Arquitectura en 1946. Este templo fue construido por los ingenieros Armando Raviré y Esaú García, siendo el principal impulsor de esta edificación el arzobispo Guillermo Trischler. 
Esta iglesia refleja el arte religioso moderno en América Latina. En la decoración fueron empleados diferentes temperamentos artísticos modernos.
La estructura es de hormigón. La nave principal la forma un paraboloide, que se interseca con otro más pequeño. Esta singular y moderna iglesia es un gran ejemplo de las estructuras de cascarones de concreto, concepto profundizado varias décadas después por personajes como Félix Candela.
En planta, ambas naves forman una cruz tradicional de la arquitectura eclesiástica. Sin embargo, el arquitecto se centró en la continuidad, la variedad de elementos, y le entregó una generosa altura a través de la optimización de los esfuerzos estructurales, bóvedas, los arcos parábolas y las hipérbolas.